# Федьково (Архангельская область)
Федьково — деревня в Вельском районе Архангельской области. Имеет неофициальное название «Ширканда». Входит в состав Муниципального образования «Пежемское»

## География
Деревня расположена на высоком холме на правом берегу реки Пежма напротив впадения притока Луденьга. Ближайшие населённые пункты — Притыкинская на западе и Селиваново на северо-востоке.  Расстояние до административного центра поселения, села Пежма, составляет 6 км пути на автотранспорте. Расстояние до железнодорожной станции в городе Вельск — 29 км.
Часовой пояс
Федьково, как и вся Архангельская область, находится в часовой зоне МСК (московское время). Смещение применяемого времени относительно UTC составляет +3:00.

## Население
| 2002 | 2010 | 2012 | 2014 |
| ---- | ---- | ---- | ---- |
| 8    | ↗13  | ↘5   | ↗7   |

## История
Указана в «Списке населённых мест по сведениям 1859 года» в составе Вельского уезда Вологодской губернии под номером «2138» как «Федьково(Ширканда)». Насчитывала 22 двора, 72 жителя мужского пола и 85 женского.
В материалах оценочно-статистического исследования земель Вельского уезда упомянуто, что в 1900 году в административном отношении деревня входила в состав Боровинского сельского общества Никифоровской волости. На момент переписи в селении Ѳедьковская(Ширканда) находилось 47 хозяйств, в которых проживало 132 жителя мужского пола и 140 женского.

## Достопримечательности
Часовня Кирика и Иулитты — Деревянная, обшитая тёсом, часовня 1848 года постройки. Находится в тяжелом техническом состоянии Объект культурного наследия № 2900000956 

По состоянию на 2019г, купол часовни обвалился.

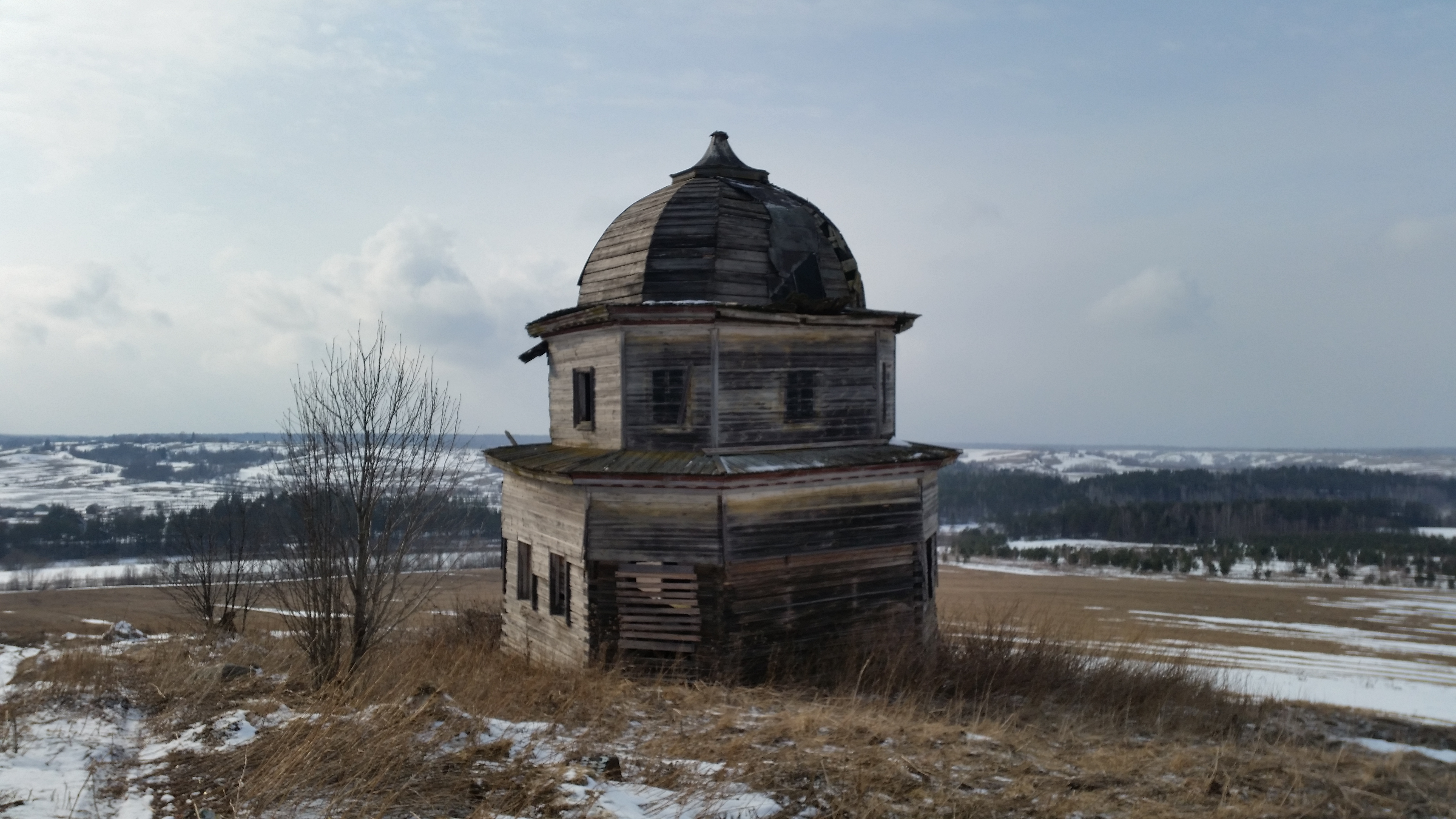
Фото 2017г.
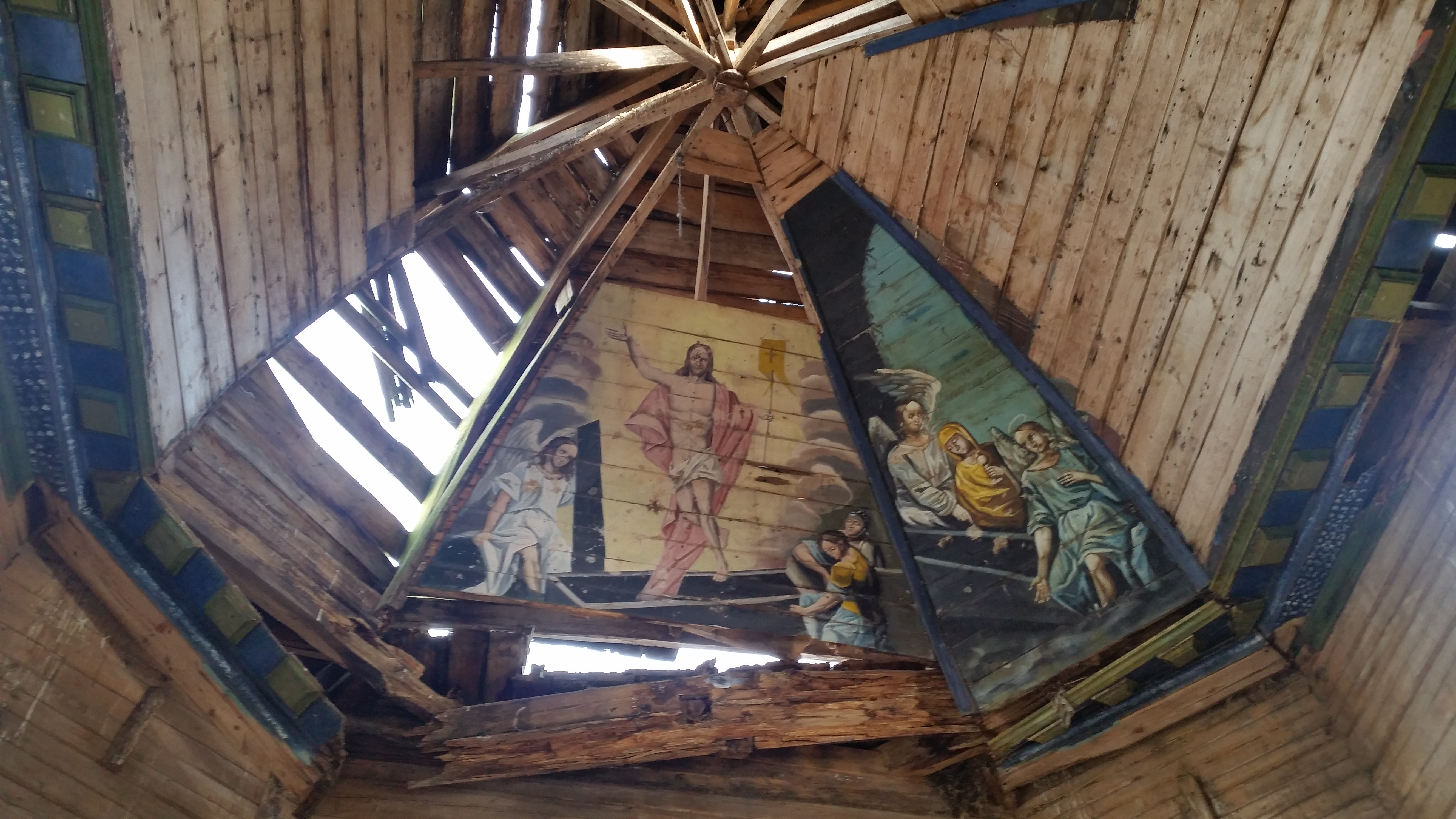